# Francesco Santamaria-Nicolini
Francesco Santamaria-Nicolini (Napoli, 1º luglio 1830 – Napoli, 22 agosto 1918) è stato un politico italiano, Senatore del Regno d'Italia.

## Biografia
Fu Ministro di Grazia e Giustizia e Culti del Regno d'Italia nel Governo Giolitti I. Presidente della Corte d'Appello di Napoli 1900-1901.